# 安东尼斯·莫尔
安东尼斯·莫尔（Anthonis Mor，約1517年—1577年），出生于乌特勒支的荷兰肖像画家，在欧洲王室中很受欢迎。

## 簡歷
1547年，莫尔在安特卫普被接纳为圣路加公会会员，随后被法国阿拉斯大主教格朗韦勒（Cardinal Granvelle，对欧洲政治有影响的人物，也是提香的赞助人）发现重用并成为长期赞助人，莫尔为他画过一幅肖像画（现存在维也纳）。
1549-1550年间，西班牙王子腓力（后来的国王腓力二世）去荷兰期间，莫尔为其画过肖像。1550年，莫尔前往里斯本为葡萄牙王室画了多幅肖像；途经西班牙时，还为西班牙王室画肖像多幅。1553年，英国国王爱德华六世（亨利八世与简·西摩之子）突然早逝，玛丽一世（玛丽都铎，血腥的玛丽）继位，哈布斯堡神圣罗马帝国皇帝、西班牙国王查理五世想通过腓力王子和玛丽女王的联姻与英国结盟，于是派安东尼斯·莫尔去英国为玛丽一世画像，这幅画后来成为玛丽女王比较著名的肖像画。由于画像令所有人满意，后来菲利普还正式任命莫尔为宫廷服侍畫家。
1555年10月，神圣罗马帝国皇帝兼西班牙国王查理五世退位，腓力二世即位西班牙国王，斐迪南一世即位圣罗马帝国皇帝。莫尔受邀参加了盛大的典礼仪式，并接到了很多委托，这期间莫尔创作了大量的肖像画，不过那些画大都消失或者只有复制品了。
1561年后，可能因为宗教原因，莫尔离开西班牙回到尼德兰，经常在乌特勒支、安特卫普和布鲁塞尔之间往来。期间他常与资助人格朗韦勒保持联系，并为荷兰王室服务。在安特卫普期间，他也开始画一些市井的普通人，展示了其才华的另一面。“尼德兰乞丐”时期，格朗韦勒回了法国，莫尔的经济遇到了些困难。后来莫尔还去过英国。1570年后，他的顾客越来越少，可能与佛朗斯·佛洛里斯等画家的竞争有关。在他生命的后期，他也画些宗教与神话题材，但都无法与他肖像画的声望相比。